# Лолікон

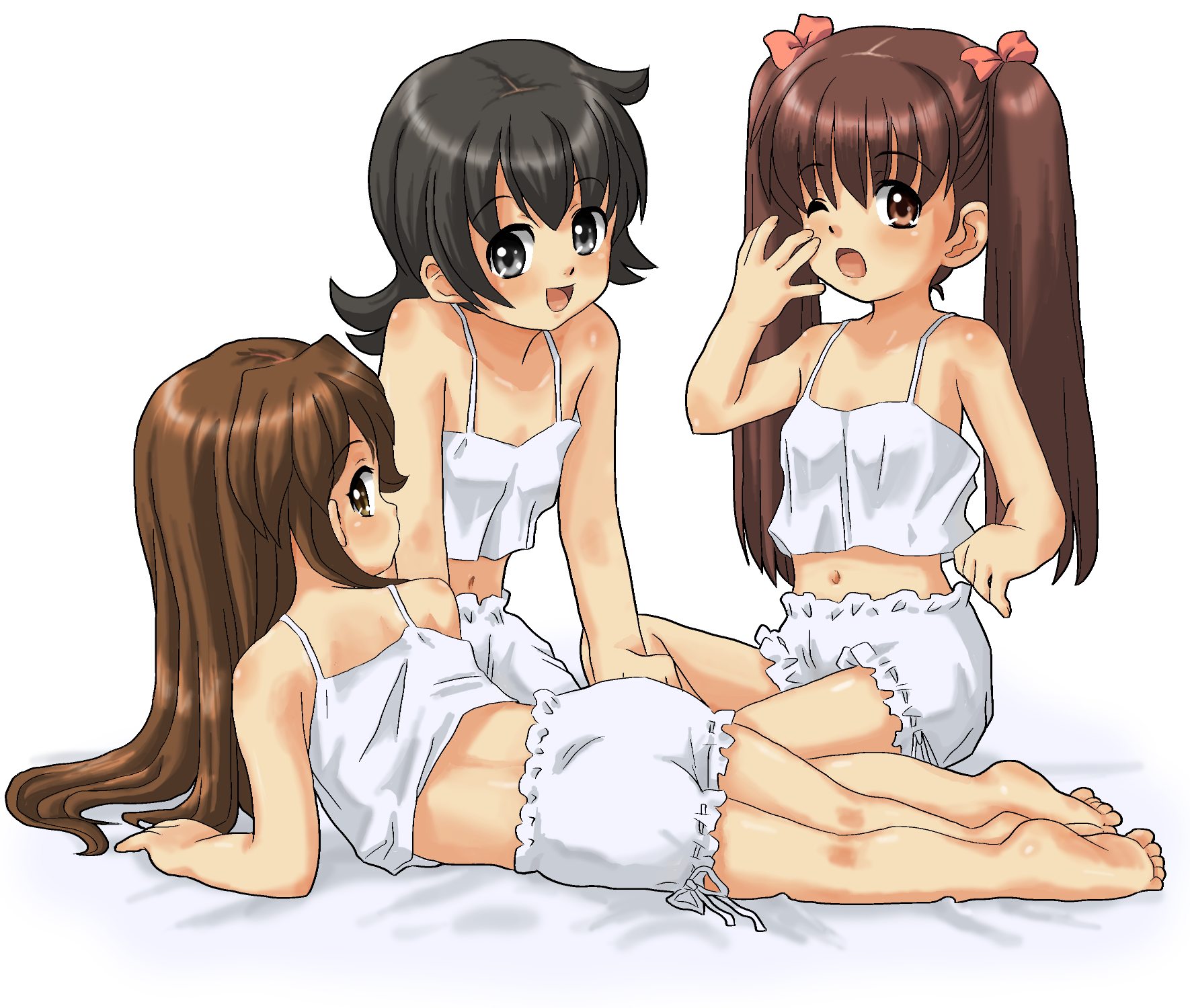
Типові лолі-персонажі

Лолікон (яп. ロリコン Рорікон) — японська назва комплексу Лоліти. У слова «Лолікон» є також скорочена форма: «Лолі» (яп. ロリ), широко розповсюджена як в Японії, так і за її межами.
У Японії слово «лолікон» необов'язково несе різко негативного значення. Воно може означати як педофілію, потяг до неповнолітніх дівчат чи індивідів з такими захопленнями.
Подібні твори не обов'язково є порнографією та малюються не тільки чоловіками, є і манґаки-жінки, проте за кордоном Японії термін лолікон означають матеріали, близькі за змістом до дитячої порнографії, і не видаються..
Лолікон у чистому вигляді є різновидом хентаю, але часто це поняття вживається і по відношенню до інших аніме, особливо жанру еччі, де еротична привабливість дівчат для глядача досягається за допомогою показу романтичних відносин та фансервісних сцен.

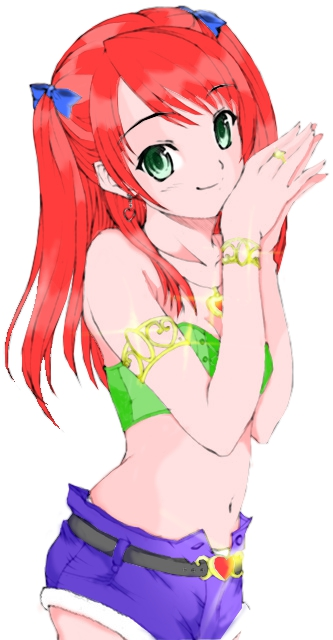

Згідно зі статистикою 30 % хентаю мають елементи шьотакону чи лолікону.

## Історія

Вікіпе-тан теж лолі

Термін комплекс Лоліти вперше з'явився в Японії на початку 1970-их разом з перекладом на японську книги Русселла Треінера Комплекс Лоліти. В манзі цей термін був вперше використаний у творі Вади Шінджі Битви на капустяному полі (1974). Але як жанр лолікон сформувався на початку 1980-их, після робіт Адзуми Хідео. Його твори, зокрема Машина, що прийшла з моря (1982), здобули шалену популярність, особливо серед школярів.
Вперше лолікон, як жанр анімації, з'явився в серії анімаційних фільмів під загальною назвою Лоліта аніме, яка була випущена в 1984-1985 роках студією Wonder Kids.
Майже одночасно зі студією Wonder Kids студія Nikkatsu Video випустила серію з трьох аніме, яка також мала назву Лоліта аніме і являла собою екранізацію творів манґаки Учіями Акі.
Перше аніме з цієї серії Обуоко Акі-чян (яп. おビョーキ亜紀ちゃん) являє собою сюрреалістичну історію, яка відбуваються всередині свідомості педофіла, і є першим хентайним аніме з тентаклями.

## Особливості
У нехентайних аніме відносини між дівчинкою і дорослим чоловіком (або старшокласником) рідко складаються — як правило, справа не заходить далі спроб спокушання. У цих випадках частіше саме дівчинка виступає в ролі спокусниці, а її обранець не має до неї абсолютно ніяких відчуттів. Так, маленька Сіора у ТВ-серіалі «Midori no Hibi», намагаючись спокусити старшокласника, явно демонструє модель поведінки Лоліти, схожа поведінка спостерігається також у дівчинки-кішки Ненеко з серіалу «Yumeria». Іноді творці аніме та манґи наділяють дорослих дівчат дитячими тілами — наприклад, для надання виразності їх характеру (Тісе в серіалі «Saishuu Heiki Kanojo»), або навпаки, для підкреслення на контрасті зайво дорослих рис характеру (Ітіґо Морін в серіалах «Onegai Teacher» і «Onegai Twins»).

## Похідні
Зі скорочення «Лолі» відбуваються об'єднання термінів: «некололі» (лолі з некомімі — маленька дівчинка з котячими вушками), лолішьота (хлопчик (шьота), який поведінкою і красою нагадує дівчинку).

## Дискусії навколо лолікону
На відміну від порнографії за участю реальних дітей, японське законодавство ніяк не регулює зміст аніме та манґи, в яких присутні відверті зображення або сцени сексуального характеру за участю дітей. Представник Комітету сприяння ЮНІСЕФ Японії заявила, що недосконалість японського законодавства перешкоджає міжнародним зусиллям по боротьбі з дитячою порнографією. Пропозиції реформувати законодавство надходили і від японського Товариства захисту дітей. Згідно з опитуванням, проведеним урядом Японії в 1997 році, 86 відсотків японців вважають, що порнографічні аніме та мальовані ілюстрації із зображенням дітей повинні враховуватися в законодавстві. Представник міжнародної мережі організацій ECPAT заявив:
| Ми вважаємо, що дитяча порнографія у будь-якій формі ... несе повідомлення про те, що сексуальне насилля над дітьми - це нормально.[6] |
В таких країнах, як Канада, Австралія, Нова Зеландія, Швеція, Філіппіни, Ірландія та Україна лолікон та сьотакон визнані видом дитячої порнографії та заборонені законодавством. В Україні це питання регулюється законом «Про захист суспільної моралі» та факультативним протоколом до «Конвенції про права дитини щодо торгівлі дітьми, дитячої проституції і дитячої порнографії».
Шьотакон та лолікон, постійно породжують дебати про дитячу порнографію та допустимість її зображення навіть у анімаційному вигляді. Противники цих жанрів хентаю стверджують, що відверті зображення малолітніх можуть стати причиною сексуального насилля над дітьми. Хоча доказів такого взаємозв'язку немає, немає також доказів, які б підтверджували протилежне.
Захисники лолікону пояснюють свою позицію тим, що в аніме та манзі присутні лише намальовані персонажі, а не реальні люди, на їхню думку лолікон є видом мистецтва.
Дослідник Роланд Кілтс вважає, що терпимість до лолікону та сьотакону закладена з японських традиціях, згідно з якими в Японії цінується свобода людської фантазії та право на її вираз:

| Секс дорослих зі школярками знаходиться під забороною, але абсурдно заперечувати, що подібні ідеї часом приходять в голову деяким людям[26]. |